# صالح بن منصور

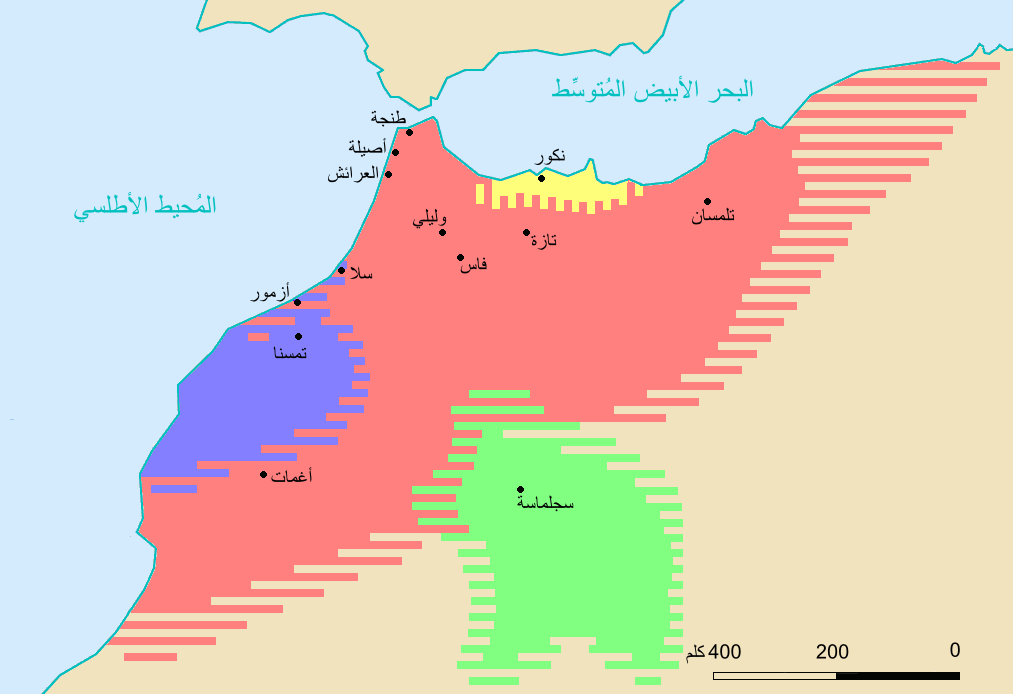
امارة النكور باللون الأصفر

صالح بن منصور الحميري اختصارًا صالح بن منصور مؤسس إمارة النكور بعد أن أقطعه إياها الوليد بن عبد الملك في عام 91 من الهجرة الموافق ل710 ميلادية، وكان يعرف بالعبد الصالح. وقد أسس دولته في منطقة الريف الأوسط في المغرب، أي بين إقليمي الحسيمة والدريوش حاليًا. وتعد النكور أول إمارة إسلامية في المغرب الأقصى.

## نبذه عنه

### أصوله
حسب معظم المؤرخين فهو صالح بن منصور الحميري نسبة إلى قبيلة حمير إحدى قبائل اليمن. غير أن هناك من أهل المنطقة يزعمون أنه من أهل البلد وأصوله أمازيغية نفزية. وهذا ما ذكره اليعقوبي بعد أن زار المنطقة في عهد سعيد بن صالح بن إدريس بن المعاصم بن صالح بن منصور بكتاب البلدان: «مملكة رجل يقال له صالح بن سعيد، يدعي أنه من حمير، وأهل البلد يزعمون أنه من أهل البلد نفزي.»

### حكمه

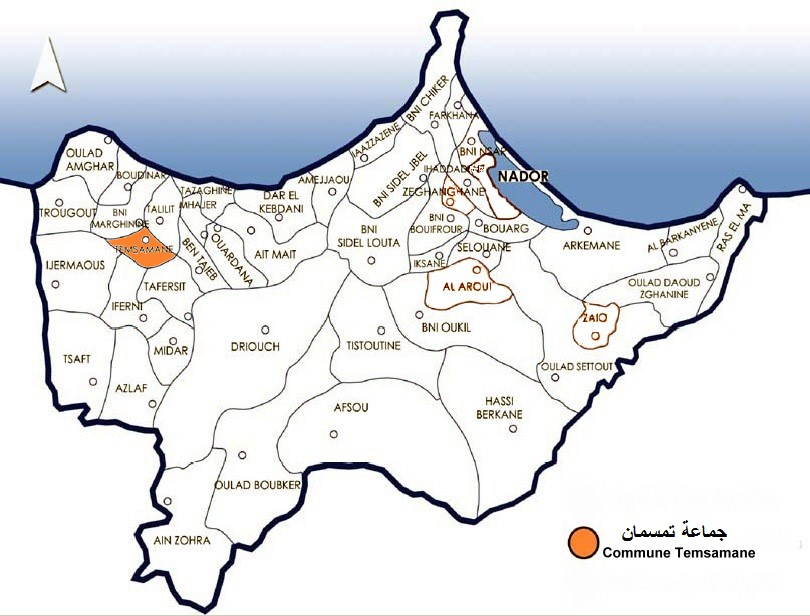
موقع جماعة تمسمان

أسس صالح بن منصور إمارته سنة 710م وقد كانت في البداية موالية للدولة الأموية. فاجتمعت عليه قبائل نفزة وغمارة وصنهاجة فأسلموا على يده وقاموا بأمره. وبعد أن ثقلت عليهم الشرائع والتكاليف ارتدوا عليه وأخرجوه ووولوا عليهم رجلًا من نفزة يُعرف بالرندي. قبل أن يرجعوا إلى صالح بن منصور يبايعوه مرة أخرى.

## وفاته
توفى صالح بن منصور في تمسمان سنة 740 ميلادية. وخلفه ابنه المعتصم بن منصور في حكم إمارة نكور.

### قبره
يوجد قبره برفقة 3 من أبنائه واحفاده بجماعة تمسمان تحديدا بقرية سيدي إدريس. كما توجد زاوية سميت على اسمه: «زاوية سيدي صالح».

## قالوا عنه
عرف صالح بن منصور بلقب العبد الصالح لكون من أوائل الأولياء الذين عرفوا ببلاد المغرب والريف خاصة كما كان له الفضل في نشر الإسلام بالمنطقة.